# Alois Mecera
Alois Mecera (23. červenec 1898 – 6. prosinec 1963) byl český filmový architekt, jeden z průkopníků české filmové scénografie. U filmu začínal na začátku 20. let 20. století. Za svoji téměř čtyřicetiletou kariéru se podílel na více než stovce filmů. K těm nejznámějším patří Batalion (1927), Plukovník Švec (1929), Přítelkyně pana ministra (1940), Hotel Modrá hvězda (1941), Železný dědek (1948) nebo Obušku, z pytle ven! (1955).

## Život
Narodil se jako Alois Antonín Mecera 23. července 1898 v Praze. Pocházel z dělnické rodiny, jeho otec se živil jako stavební dělník. V sedmi letech mu zemřela matka. Prostředí stavenišť, ve kterém se díky otci od útlého věku pohyboval, podnítilo v něm zájem o věci spojené s architekturou. Finanční situace mu však nedovolila jít studovat, vyučil se proto zámečníkem, truhlářem a štukatérem, což se mu v jeho budoucím povolání filmového architekta velmi hodilo. Po vyučení se živil jako truhlářský pomocník. V Evropě zuřila válka, a tak byl sotva osmnáctiletý Mecera v květnu 1916 odveden do rakousko-uherské armády a poslán na ruskou frontu, později pak do Albánie.
Svou životní dráhu filmového architekta zahájil na začátku dvacátých let. Významnou měrou se o to zasloužil jeho švagr, filmový podnikatel, režisér, scenárista, kameraman a producent Josef Kokeisl (1894–1951), jehož zásluhou se dostal do filmových ateliérů. V roce 1920 získal práci v nově budovaném filmového ateliéru společnosti A-B na Královských Vinohradech. Začínal od píky, jako ateliérový dělník obstarával úklid nebo maloval kulisy, velmi rychle se ale vypracoval na asistenta architekta. Prvním filmem, na kterém se jako asistent architekta, v tomto případě Bohuslava Šuly (1887–1967), podílel, byl film Ukřižovaná, který v roce 1921 natočil podle stejnojmenného fantaskního romaneta Jakuba Arbesa režisér Boris Orlický.
Od roku 1923 pracoval již jako samostatný architekt v ateliérech společnosti A-B na Vinohradech (od 30. let sídlících na Barrandově) a v ateliérech Karla Lamače v Košířích Na Kavalírce.

## Filmografie (výběrová)
- 1924 – Dvojí život
- 1924 – Děvče z hor
- 1925 – Jedenácté přikázání
- 1925 – Do panského stavu
- 1926 – Švejk na frontě
- 1926 – Lásky Kačenky Strnadové
- 1927 – Milenky starého kriminálníka
- 1927 – Krásná vyzvědačka
- 1927 – Batalion
- 1927 – Bahno Prahy
- 1928 – Ve dvou se to lépe táhne
- 1929 – Plukovník Švec
- 1929 – Tchán Kondelík a zeť Vejvara
- 1929 – Chudá holka
- 1929 – Boží mlýny
- 1930 – Černý plamen
- 1933 – Exekutor v kabaretu
- 1935 – Polibek ve sněhu
- 1936 – Manželství na úvěr
- 1936 – Světlo jeho očí
- 1937 – Rozvod paní Evy
- 1937 – Švanda dudák
- 1938 – Bláhové děvče
- 1938 – Pod jednou střechou
- 1939 – Dědečkem proti své vůli
- 1939 – Muž z neznáma
- 1940 – Život je krásný
- 1940 – Muzikantská Liduška
- 1940 – Pelikán má alibi
- 1940 – Poznej svého muže
- 1940 – Přítelkyně pana ministra
- 1941 – Advokát chudých
- 1941 – Hotel Modrá hvězda
- 1941 – Roztomilý člověk
- 1941 – Těžký život dobrodruha
- 1946 – Velký případ
- 1948 – Železný dědek
- 1950 – Racek má zpoždění
- 1954 – Nejlepší člověk
- 1955 – Obušku, z pytle ven!
- 1956 – Robinsonka
- 1958 – Hořká láska

## Ocenění
- 1940 – Národní cena za výkon filmového architekta (za stavby filmu Muž z neznáma)[8]